# St. Pius (Augsburg-Haunstetten)

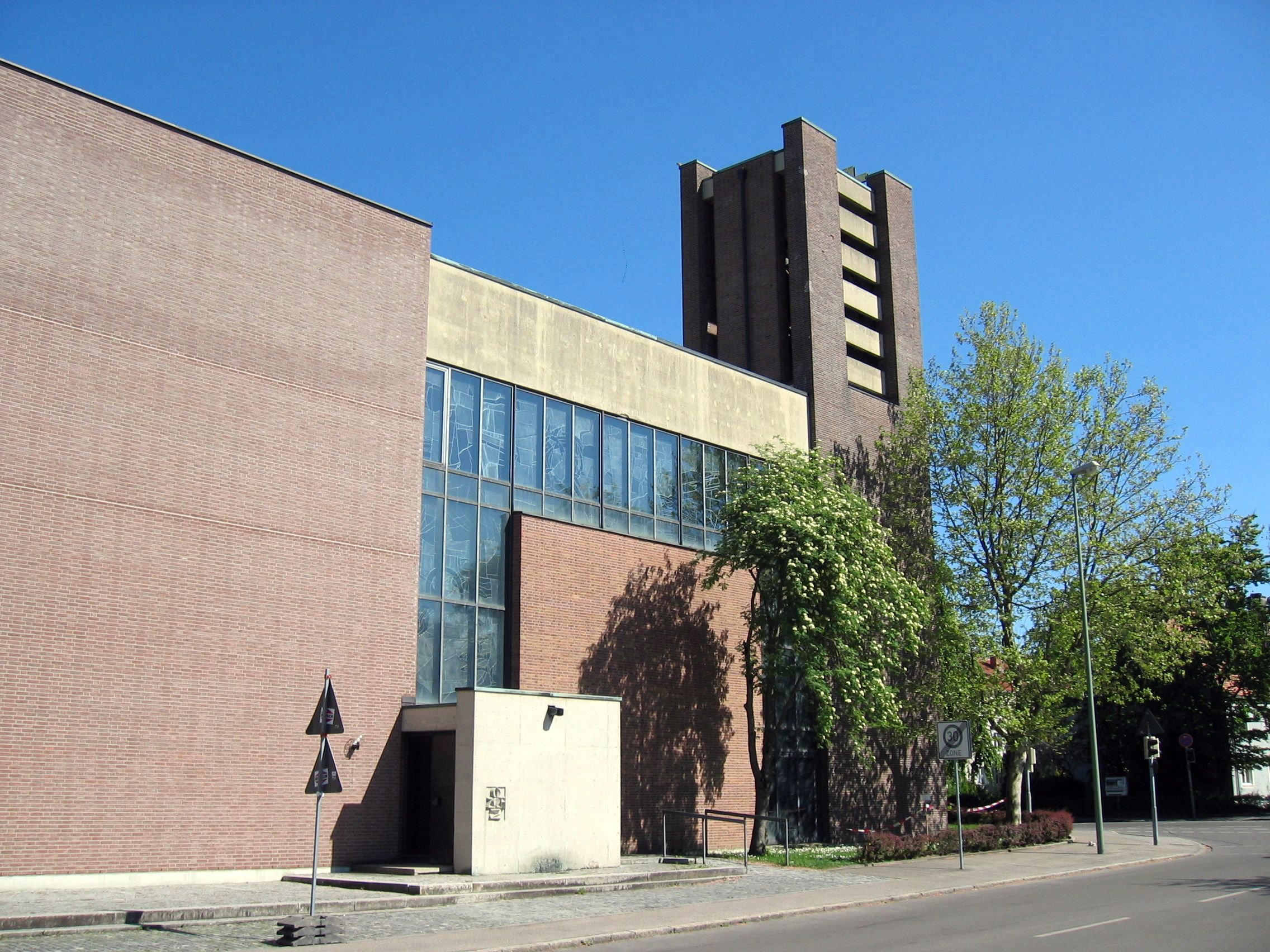
St. Pius in Augsburg

Die Kirche St. Pius im Augsburger Stadtteil Haunstetten wurde 1964/65 nach Plänen des Würzburger Architekten Hans Schädel gebaut.  Am 4. September 1966 wurde die Pfarrkirche von Bischof Josef Stimpfle dem Patrozinium des 1954 heiliggesprochenen Papstes Pius X. unterstellt.

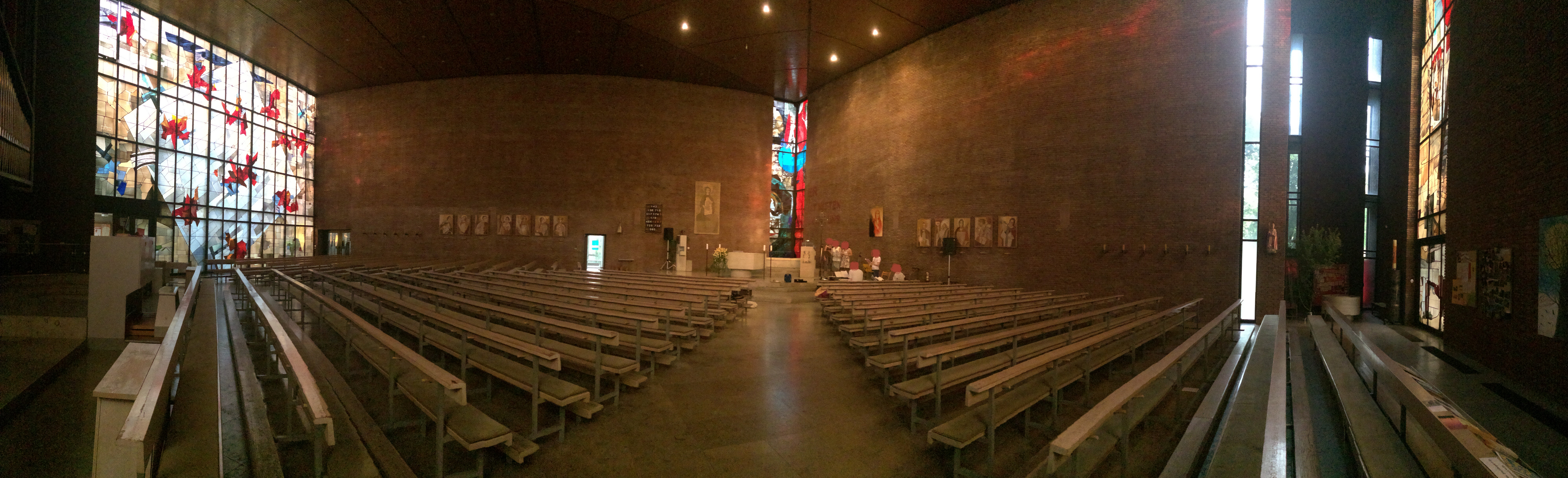
Panorama des Innenraums

Der Grundriss der Kirche ist quadratisch mit einer Seitenlänge von je 28 Metern und ist diagonal nach Südosten ausgerichtet. Der Turm hat eine Höhe von 22 Metern.
Im Jahr 1967 erhielt die Kirche ihr erstes Farbglasfenster mit dem Apokalyptischen Lamm, der Entwurf stammt von Franz Nagel. Das Westfenster mit den Motiven der Passion Christi wurde von Franz Bernhard Weißhaar 1986/88 gestaltet.
Aus dem Jahr 1997 stammt das große Fenster der Nordwand, das sogenannte Pfingstfenster, das auch von Weißhaar entworfen wurde.
Unter dem zum Kirchenraum geöffneten Turm befindet sich die Taufkapelle mit dem Taufstein und ein auf Keramikkacheln gestalteter Kreuzweg. Der Kreuzweg und auch die zwölf Apostelteppiche im Hauptraum der Kirche wurden von Schwester Regina Holzhauser entworfen. Im Altarraum befinden sich ein Marienteppich und eine moderne Ikone der Maria von Magdala.
In der Seitenkapelle befindet sich der Altar vor dem Fresko des Kosmischen Christus von Franz Nagel an der Stirnwand, die Glasfenster gestaltete Johannes Schreiter.

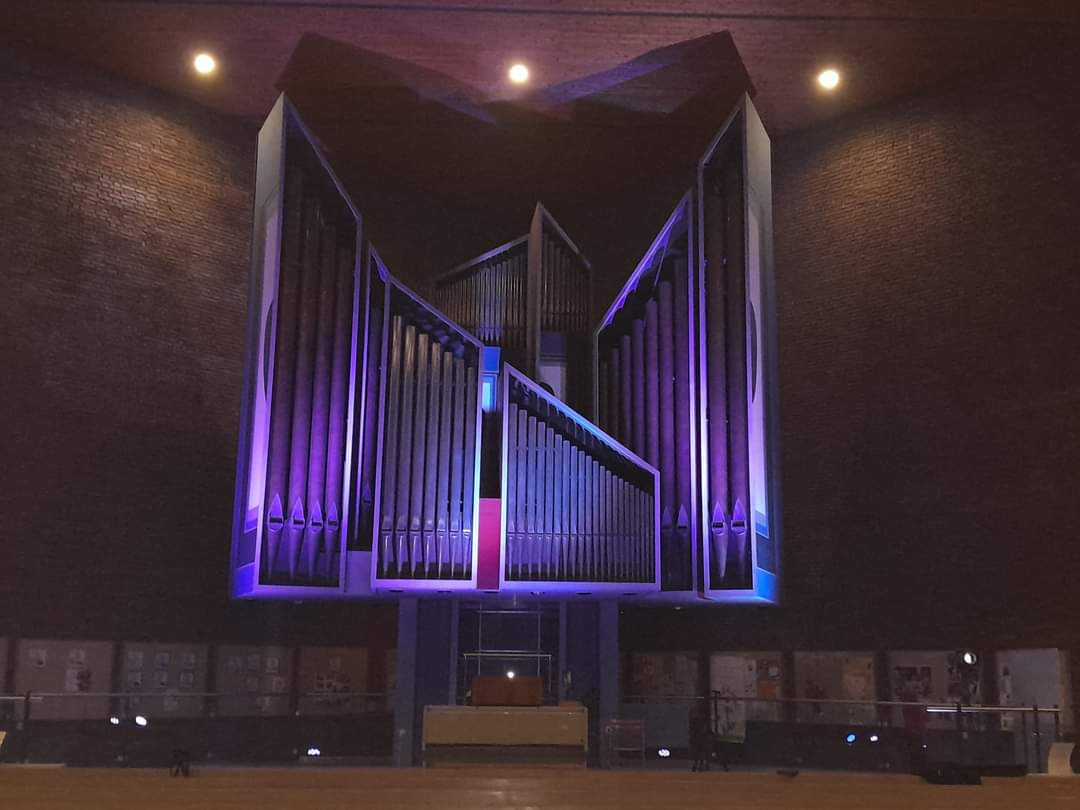
Hauptorgel von St. Pius

Die Hauptorgel wurde 1970 von Maximilian Offner erbaut und hat 32 Register auf zwei Manualen und Pedal. In der Seitenkapelle befindet sich die Kapellenorgel mit fünf Registern, die 1965 ebenfalls von Maximilian Offner erbaut wurde und die erste Orgel in St. Pius war. Beide Instrumente wurden 2023 durch die Orgelbau Knöpfler GmbH generalüberholt.